# Liste der Monuments historiques in Nanteau-sur-Essonne
Die Liste der Monuments historiques in Nanteau-sur-Essonne führt die Monuments historiques in der französischen Gemeinde Nanteau-sur-Essonne auf.

## Liste der Objekte
| Bezeichnung           | Beschreibung                    | Standort                       | Kennzeichnung | Schutzstatus | Datum | Bild           |
| --------------------- | ------------------------------- | ------------------------------ | ------------- | ------------ | ----- | -------------- |
| Taufbecken mit Deckel | Stein und Holz, 18. Jahrhundert | in der Kirche St-Martin (Lage) | PM77004353    | Inscrit      | 1984  | weitere Bilder |